# 竜王村 (山梨県)
竜王村（りゅうおうむら）は山梨県中巨摩郡にあった村。現在の甲斐市南部、中央本線竜王駅周辺にあたる。

## 地理
- 河川：釜無川

## 歴史
- 1875年（明治8年）10月 - 巨摩郡竜王村・竜王新町・富竹新田・篠原村・万歳村が合併して竜王村となる。
- 1878年（明治11年）7月22日 - 郡区町村編制法の施行により、竜王村が中巨摩郡の所属となる。
- 1889年（明治22年）7月1日 - 町村制の施行により、竜王村が単独で自治体を形成。
- 1956年（昭和31年）9月30日 - 玉幡村と合併して竜王町が発足。同日竜王村廃止。

## 交通

### 鉄道路線
- 日本国有鉄道
  - 中央本線
    - 竜王駅

### 道路
- 国道20号

現在は旧村域を中央自動車道が通過するが、当時は未開通。